# Открепительное удостоверение

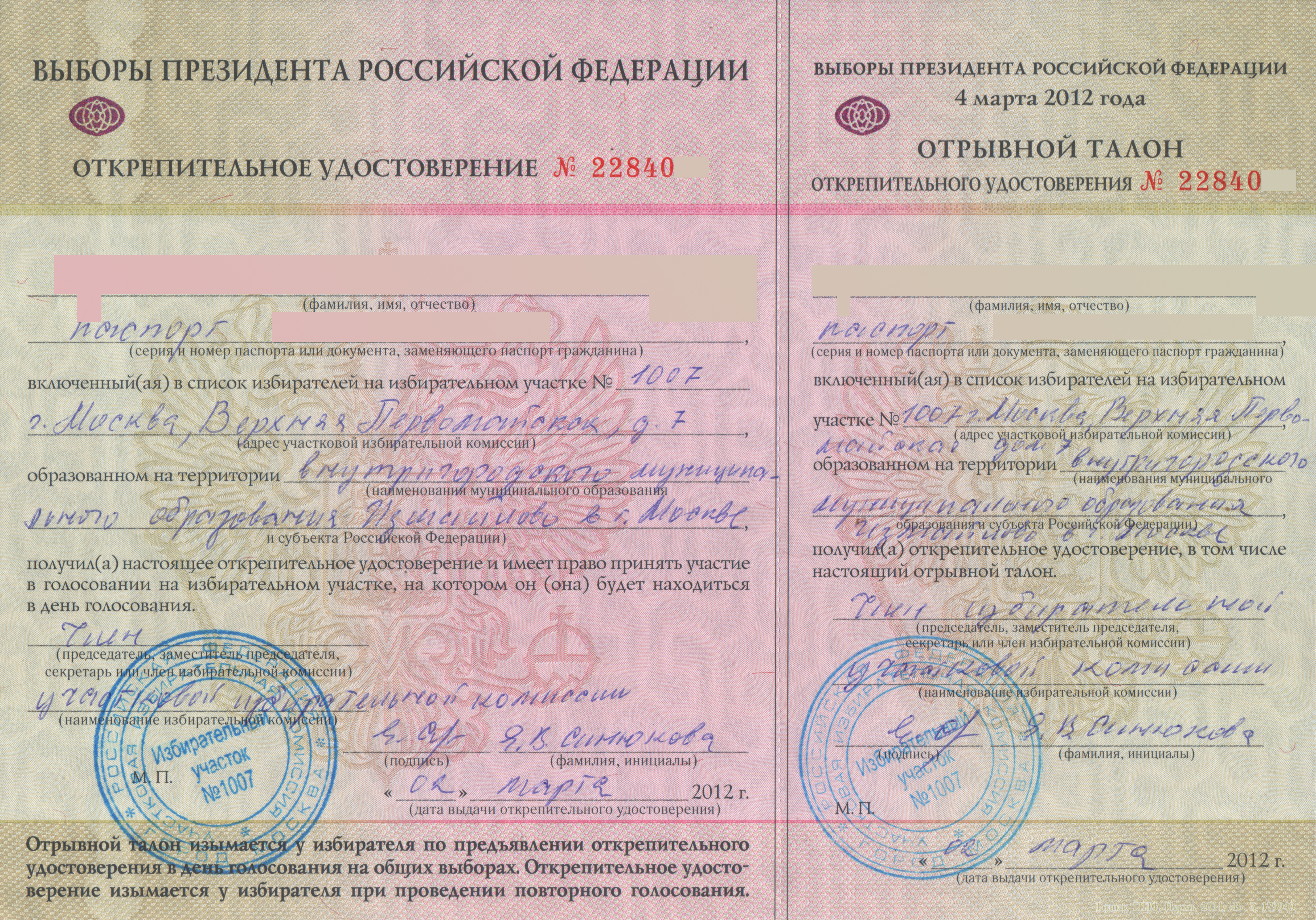
Открепительное удостоверение для участия в выборах Президента Российской Федерации 4 марта 2012 года

Открепительное удостоверение — на выборах в России документ, удостоверяющий право избирателя проголосовать на любом избирательном участке вместо того, к которому он приписан по месту постоянной или временной регистрации. Причинами для получения такового могут быть разные, например, в связи с тем, что избиратель будет находиться на рабочем месте в иной местности на предприятии с безотрывным циклом производства.
Статья 62 Федерального закона от 12.06.2002 N 67-ФЗ  "Об основных гарантиях избирательных прав и права на участие в референдуме граждан Российской Федерации" регламентирует основания, период выдачи открепительного удостоверения. Текст открепительного удостоверения, число открепительных удостоверений, форма реестра выдачи открепительных удостоверений утверждаются организующей выборы, референдум комиссией в сроки, установленные ФКЗ от 28.06.2004 N 5-ФКЗ "О референдуме Российской Федерации" (статья 71). Указанной комиссией определяются также способы защиты открепительных удостоверений от подделки при их изготовлении. 
Открепительное удостоверение выдаётся участковой (УИК), окружной или территориальной избирательной комиссией (ТИК) избирателю (или его представителю, по нотариально заверенной доверенности), при этом избиратель исключается из списка избирателей на своём участке, а при голосовании на участке по месту фактического пребывания вносится в дополнительный список избирателей и сдаёт открепительное удостоверение. 
Поскольку подделка открепительных удостоверений предоставляет огромные возможности по фальсификации итогов выборов, они являются документами строгой отчётности, а при их изготовлении применяются различные степени защиты: водяные знаки, микрошрифт, защитная сетка и другие. Открепительное удостоверение действительно только при наличии печати выдавшей его комиссии.
В случае, если выборы предусматривают возможность второго тура, в первом туре при голосовании изымается отрывной талон, а во втором, если он потребуется, — всё удостоверение. 
Возможность голосования по открепительным удостоверениям существует на всех российских общенациональных выборах, однако на региональных и муниципальных она не всегда предусмотрена и зависит от местного законодательства. Например, в Приморском крае открепительные удостоверения предусмотрены для всех уровней выборов, в том числе в сельских поселениях. В Тульской области голосование по открепительным возможно лишь в муниципальных образованиях населением свыше 100 тысяч человек, в меньших же применяется досрочное голосование. В большей же части российских регионов использование открепительных удостоверений на муниципальных выборах не предусмотрено.
После того как голосование по открепительным удостоверениям полностью заменило собой процедуру досрочного голосования, количество этих документов, выдаваемых в России, резко возросло. Число проголосовавших по ним избирателей может превышать 1,5 %.
Именно с открепительными удостоверениями связаны нарушения различных типов. Так, сообщается о многочисленных случаях принуждения граждан к получению этого документа, что не всегда может свидетельствовать о намерении проконтролировать волеизъявление избирателей. Целью может быть формальное повышение процента явки на выборах, так как открепившиеся избиратели при её расчёте не учитываются.

## Отмена открепительных удостоверений
- Путин подписал закон об отмене открепительных на выборах /президента/
- Путин отменил открепительные удостоверения на парламентских выборах